# Stroet
Stroet est un village situé dans la commune néerlandaise de Schagen, dans la province de la Hollande-Septentrionale. Le 1er janvier 2005, le village comptait 356 habitants.